# Международный тихоокеанский колледж
Международный Тихоокеанский Колледж (IPC Tertiary Institute) — первое частное высшее учебное заведение (Tertiary Education) в Новой Зеландии, созданное в 1991 году в городе Палмерстон-Норт, Манавату, Новая Зеландия. Все программы данного учебного заведения аккредитованы NZQA (Квалификационной Комиссией).
Отличительной чертой IPC Tertiary Institute является то, что он расположен в одном из знатных районов Палмерстон Норта, на территории, представляющей собой маленький студенческий городок. Здесь имеются все условия для самообразования и совершенствования студентов, занятия спортом и проведения различных культурно-развлекательных мероприятий. В учебном заведении обучаются 500 студентов из 30 различных стран, говорящих на 20 языках мира.

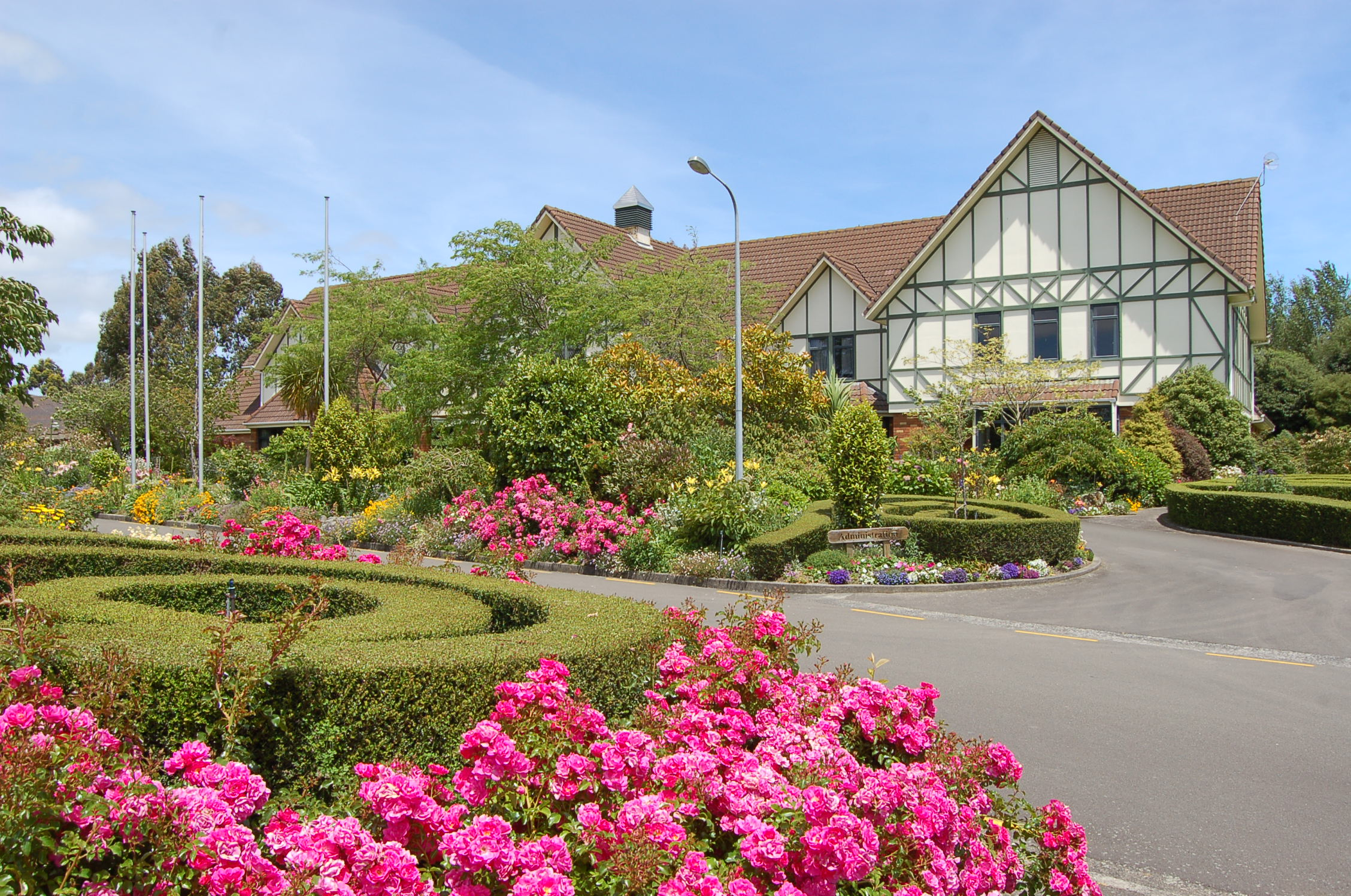
Здание Администрации

## Академические программы
- Степень Магистра МО (Международные Отношения)
- Диплом Специалиста МО
- Степень Бакалавра МО (направления): Международные отношения, Международный бизнес, Экология и защита окружающей среды, Языковедение, Японоведение
- Диплом 2-го Высшего образования МО
- Диплом Японского Языка и Японоведения
- Диплом по Спорту и физической культуре
- Диплом по Международным Отношениям
- Подготовительная программа Foundation, изучение Английского языка
- Сертификат Английского Языка, COPE
- Диплом и Сертификат TESOL, для преподавателей Английского языка

## Структура Кампуса

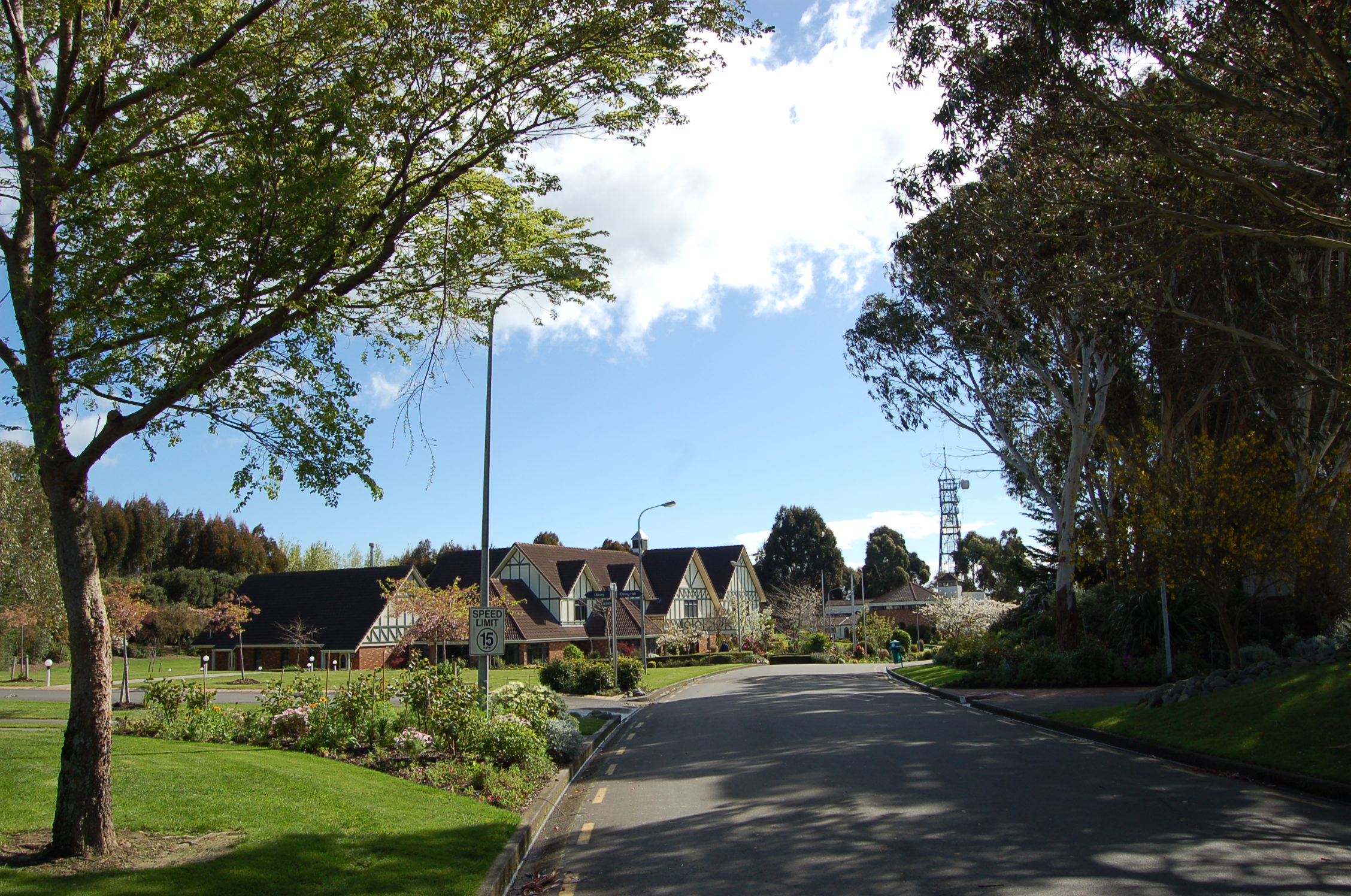
Территория Института

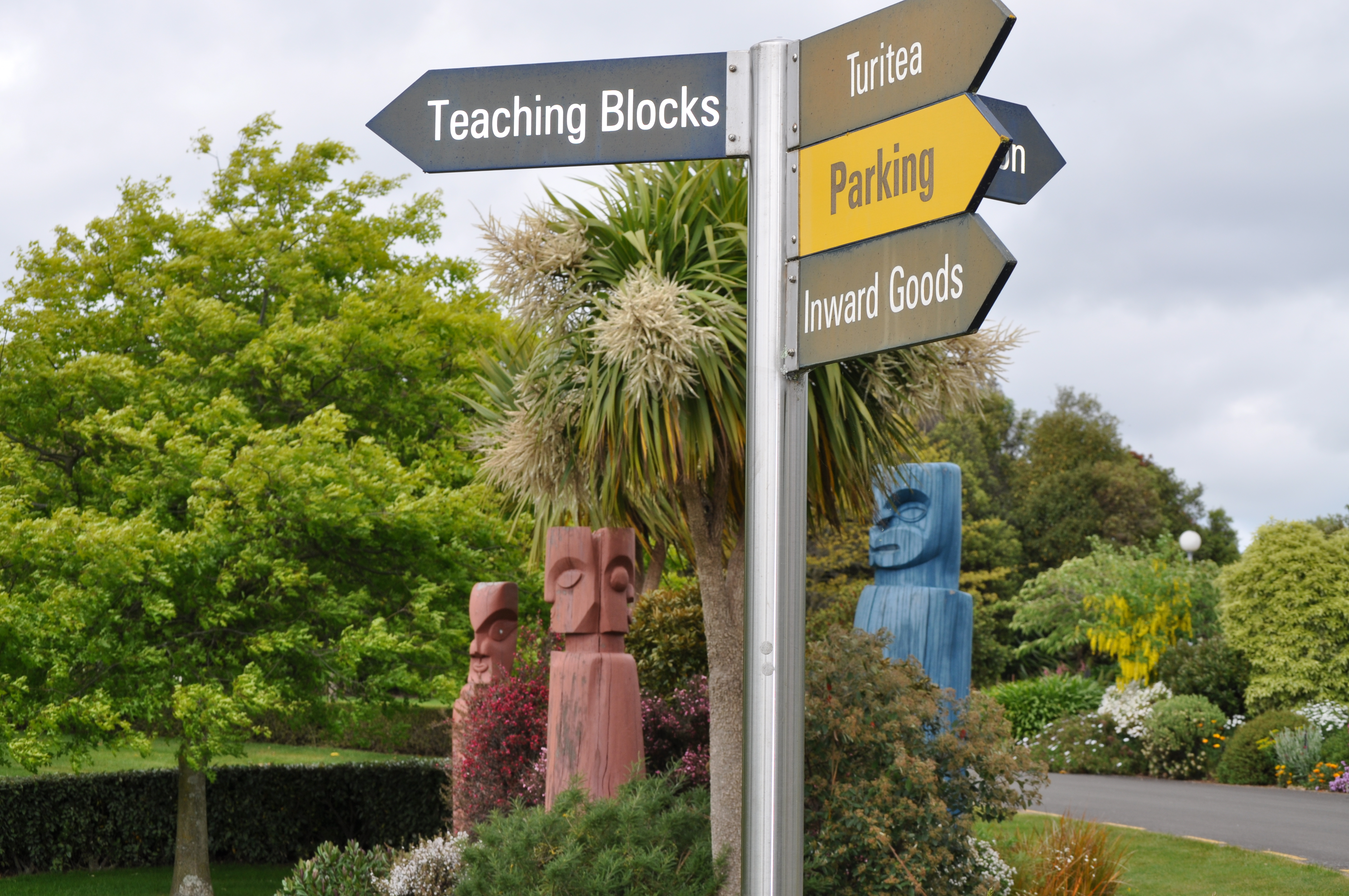
IPC Tertiary Institute(Новая Зеландия)

- Администрация
- Учительская (Октагон)
- Библиотека
- Отдел Трудоустройства и Практики
- Медицинский Пункт
- Обслуживание Кампуса
- Служба Охраны
- Рекреационный Центр
- Теннисные Корты
- Футбольное Поле